# Ким Тхэк Су
Ким Тхэк Су (кор. 김택수?, 金擇洙?; род. 25 мая 1970, Кванджу) — южнокорейский игрок в настольный теннис, чемпион Азии и Азиатских игр, призёр чемпионатов мира и Олимпийских игр.

## Биография
Родился в 1970 году. В 1990 году стал чемпионом Азиатских игр и обладателем Кубка мира в парном разряде, а также завоевал серебряную и бронзовую медали чемпионата Азии. В 1991 году стал бронзовым призёром чемпионата мира (где сборные КНДР и Южной Кореи выступили в составе объединённой единой корейской команды). В 1992 году вновь выиграл Кубок мира и стал обладателем двух бронзовых медалей Олимпийских игр в Барселоне. В 1993 году опять стал бронзовым призёром чемпионата мира, в 1995 году повторил этот результат. В 1994 году завоевал серебряную и бронзовую медали Азиатских игр. В 1996 году стал чемпионом Азии, но на Олимпийских играх в Атланте занял лишь 5-е место. В 1997 году опять стал бронзовым призёром чемпионата мира. В 1998 году завоевал серебряную и бронзовую медали чемпионата Азии, а также стал чемпионом Азиатских игр. В 1999 году снова завоевал бронзовую медаль чемпионата мира. В 2000 году стал серебряным призёром чемпионата Азии, но на Олимпийских играх в Сиднее медалей не завоевал. В 2001, 2003 и 2004 годах вновь завоёвывал бронзовые медали чемпионата мира. В 2002 году завоевал две серебряные медали Азиатских игр.